# Twenty Percent of My Hand
Twenty Percent of My Hand är 59 Times the Pains andra studioalbum, utgivet 1997 av Burning Heart Records. I USA utgavs skivan av Revelation Records och i Belgien av Genet Records.

## Låtlista[1]
Där inte annat anges är låtarna skrivna av 59 Times the Pain.
1. "With Instead of Against"
2. "Can't Change Me"
3. "Start the Song"
4. "Don't Belong Here"
5. "Once Proud to Be"
6. "Keeping the Dream Alive"
7. "Face the Truth"
8. "Gutfeeling"
9. "Today Is the Day"
10. "When Ends Never Meet"
11. "Neither Question Nor Disagree"
12. "Too Late"
13. "We're Still Around"

## Personal[1]
- Dan Swanö - inspelningstekniker
- Jonas Gauffin - fotografi
- Karl Haglund - layout
- Magnus Larnhed - sång, gitarr
- Michael Conradsson - bas
- Niklas Lundgren - gitarr
- Peter in de Betou - mastering
- Toni Virtanen - trummor